# Теребилов Володимир Іванович
Володимир Іванович Теребилов (18 березня 1916, місто Петроград, тепер Санкт-Петербург, Російська Федерація — 3 травня 2004, місто Москва, Російська Федерація) — радянський державний діяч, юрист, міністр юстиції СРСР, голова Верховного суду СРСР. Член і заступник голови Центральної Ревізійної комісії КПРС у 1971—1976 роках. Кандидат у члени ЦК КПРС у 1976—1986 роках. Член ЦК КПРС у 1986—1989 роках. Депутат Верховної Ради СРСР 8—11-го скликань. Кандидат юридичних наук (1954), доцент.

## Життєпис
Народився в родині касира.
Трудову діяльність розпочав в 1931 році учнем токаря на ленінградському заводі «Красный Октябрь». У 1933—1934 роках — робітник полярної уральської експедиції.
У 1935—1939 роках — студент Ленінградського юридичного інституту.
У 1939—1940 роках — слідчий, прокурор Парголовського району Ленінградської області.
Член ВКП(б) з 1940 року.
У 1941 році — комісар робітничого загону в Ленінграді, учасник німецько-радянської війни. У 1941—1943 роках — прокурор військової прокуратури в Ленінграді. У 1943—1945 роках — начальник відділу Ленінградської обласної прокуратури.
У 1945—1948 роках — прокурор Приморського району міста Ленінграда.
У 1948—1949 роках — начальник слідчого відділу Ленінградської міської прокуратури.
У 1949—1957 роках — старший науковий співробітник, завідувач сектора науково-дослідного інституту криміналістики прокуратури СРСР у Москві. У 1953 році захистив кандидатську дисертацію на тему «Розслідування розкрадань в установах банку».
У 1957—1961 роках — старший помічник генерального прокурора СРСР, заступник начальника слідчого управління прокуратури СРСР. У 1961—1962 роках — начальник відділу з нагляду за розглядом у судах кримінальних справ прокуратури СРСР, член колегії прокуратури СРСР.
У 1962—1970 роках — заступник голови Верховного суду СРСР.
1 вересня 1970 — 12 квітня 1984 року — міністр юстиції СРСР.
12 квітня 1984 — 5 червня 1989 року — голова Верховного суду СРСР.
З червня 1989 року — персональний пенсіонер союзного значення в Москві.
З 1989 року — доцент юридичного факультету Московського державного університету імені Ломоносова. Був членом Ради вітчизняних міністрів юстиції, почесним членом Московського клубу юристів.
Помер 3 травня 2004 року в місті Москві. Похований на Новодівочому цвинтарі Москви.

## Нагороди і звання
- два ордени Леніна (17.03.1976; 17.03.1986)
- орден Жовтневої Революції (31.08.1971)
- орден Вітчизняної війни І ст. (11.03.1985)
- орден Трудового Червоного Прапора (25.10.1967)
- орден Пошани (Російська Федерація) (17.03.2001)
- медаль «За оборону Ленінграда»
- медаль Анатолія Коні
- медалі
- Лауреат премії «Феміда-96»
- Почесний знак «Суспільне визнання»